# Qiujiadian
Qiujiadian (kinesiska: 邱家店镇, 邱家店) är en köping i Kina. Den ligger i provinsen Shandong, i den östra delen av landet, omkring 59 kilometer söder om provinshuvudstaden Jinan. Antalet invånare är 62026. Befolkningen består av 31 531 kvinnor och 30 495 män. Barn under 15 år utgör 15,0 %, vuxna 15-64 år 72 %, och äldre över 65 år 11,0 %.
Genomsnittlig årsnederbörd är 845 millimeter. Den regnigaste månaden är juli, med i genomsnitt 304 mm nederbörd, och den torraste är januari, med 8 mm nederbörd.